# Десото Лејкс (Флорида)
Десото Лејкс (енгл. Desoto Lakes) насељено је место без административног статуса у америчкој савезној држави Флорида.

## Демографија
По попису из 2010. године број становника је 3.646, што је 448 (14,0%) становника више него 2000. године.
| Група             | 2000.         | 2010.         |
| Белци             | 2.877 (90,0%) | 2.678 (73,5%) |
| Афроамериканци    | 98 (3,1%)     | 258 (7,1%)    |
| Азијати           | 33 (1,0%)     | 58 (1,6%)     |
| Хиспаноамериканци | 139 (4,3%)    | 603 (16,5%)   |
| Укупно            | 3.198         | 3.646         |